# Hayley Squires
Hayley Squires (Londra, 16 aprile 1988) è un'attrice e drammaturga britannica.

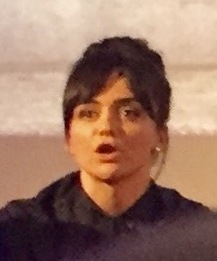
Hayley Squires

Meglio conosciuta per la sua interpretazione nel film di Ken Loach Io, Daniel Blake, Squires appare in Chiamate la levatrice (2012), Southcliffe (2013), Complicit (2013), Blood Cells (2014), Una notte con la regina (2015) e Murder (2016). La sua prima commedia, Vera Vera Vera, è stata prodotta dal Royal Court Theatre nel 2012.
Io, Daniel Blake ha vinto la Palma d'oro al Festival di Cannes, il miglior film britannico ai BAFTA 2017 ed è stato il vincitore del premio del pubblico al Festival internazionale del cinema di San Sebastián. Squires è stata nominata come miglior attrice non protagonista ai BAFTA.

## Biografia
Nata nel 1988 a Forest Hill, nel sud di Londra, come Hayley McGinty, Squires è cresciuta con la madre, il padre e il fratello maggiore. La famiglia si trasferì nel Kent quando aveva 14 anni. Sua madre era una cuoca nella sua scuola e suo padre gestiva un negozio di video. Si è formata al Rose Bruford College di Sidcup e si è laureata nel 2010 recitando insieme al suo migliore amico e collega attore David Carlyle. Si è fatta tatuare una citazione da Sogno di una notte di mezza estate sotto il braccio sinistro: And though she be but little, she is fierce.

## Filmografia
- Blood Cells, regia di Luke Seomore (2015)
- Una notte con la regina, regia di Julian Jarrold (2015)
- Polar Bear - cortometraggio (2015)
- Io, Daniel Blake, regia di Ken Loach (2016)
- Giantland, regia di Yousaf Ali Khan (2017)
- Happy New Year, Colin Burstead, regia di Ben Wheatley (2018)
- In Fabric, regia di Peter Strickland (2018)
- In the Earth, regia di Ben Wheatley (2021)
- Il visionario mondo di Louis Wain, regia di Will Sharpe (2021)
- True Things, regia Harry Wootliff (2021)
- Beau ha paura, regia di Ari Aster (2023)
- Hoard, regia di Luna Carmoon (2023)
- Blitz, regia di Steve McQueen (2024)

## Doppiatrici italiane
- Chiara Gioncardi in Io, Daniel Blake
- Letizia Scifoni in Il miniaturista
- Vanina Marini in Beau ha paura
- Francesca Manicone in Blitz